# 大隅知宇
大隅 知宇（おおすみ ともたか、1981年2月17日 - ） は、日本のソングライター・編曲家・ベーシスト。明治学院大学出身。所属事務所はミラクル・バス。
元UNDER THE COUNTERのベーシスト。
自身の作曲活動に専念するため、2010年1月12日に脱退。　

## 楽曲提供

### アーティスト
- Sexy Zone

「完全マイウェイ」（作曲）
- V6

「Rainbow」（作曲）
「ハジマリ」（作詞・作曲）
- ももいろクローバーZ

「ミライボウル」（共同作曲）
「CONTRADICTION」（作曲・編曲）
「DNA狂詩曲」（作曲）
「PUSH」（作曲）
「Neo STARGATE」（作曲）
「勝手に君に」（作曲・編曲）
「境界のペンデュラム」（作曲・編曲）
- バニラビーンズ

「むすんでひらいて」（作曲・編曲）
「C葉さんのうた」（編曲）
「おっぱい」（編曲）
「トキノカケラ」（作曲・編曲）
「星になった嘘」（編曲）
「ひとつのうた」（作曲・編曲）
「君が僕を知ってる」（編曲）
「スコーネの花が咲いている」（作曲・編曲）
「サブカルガールまどか」（作曲・編曲）
「Next Step Up」（作曲・編曲）
「妄想カフェテリア」（作曲・編曲）
「チョコミントフレーバータイム(album Ver.)」（編曲）
「ノンセクション(album Ver.)」（編曲）
「プリーズミー・ダーリン」（作曲・編曲）
「Night on the Earth」（作曲・編曲）
「絶対パンティーライン」（共同作詞・作曲・編曲）
「黄昏ハイボール」（作曲・編曲）
「Happy Day!!」（作曲・編曲）
「有頂天ガール」（作曲・編曲）
「ビーニアス」（作曲・編曲）
「lonesome X」（作曲・編曲）
「ブランニュー・トワイライト」（作曲・編曲）
「going my way」（作曲）
「ラストソング」（作曲・編曲）
- T-Palette mini All Stars

「Bad Blood」（作曲・編曲）
「Hereafter」（作曲・編曲）
- 海蔵亮太

「ウェディングソング」（編曲）
「しゃぼん玉」（作曲・編曲）
「秋桜」(編曲)
「喝采」(編曲)
- Chocolove from AKB48

「Waves」（作曲）
- 戸松遥

「渚のSHOOTING STAR」（作曲）
- 遊助

「檸檬」（作曲・編曲）
「ただいままでおかえりまで」(編曲)
- WaT

「24/7〜もう一度〜」（作曲）
- SEAMO

「君に1日1回「好き」と言う」（作曲・編曲）
「東京」（作曲）
- 若旦那

「負けるな小さきものよ」（作曲・編曲）
- 出岡美咲

「ティーンズ」（作曲・編曲）
- マユミーヌ

「家族の太陽」（作曲）
- パク・ヨンハ

「ハーモニー」（作曲）
「終わらない旅」（作曲）
- Sillything

「SUNSET HEART ATTACK」（作曲・編曲）
「SOSガール」（作曲・編曲）
- BLiSTAR

「東京稲妻」（作曲）
- nao

「ミラクル！ぽーたぶる☆ミッション」（作曲）
- さんみゅ〜

「木漏れ日とオレンジ」（作曲）
「風のミラージュ」（編曲）
- カスタマイZ

「うたいたい歌」（作曲・編曲）
「鎮魂歌 -レクイエム-」（作詞・作曲・編曲）
「Here now!」（作詞・作曲・編曲）
- 飯田里穂

「Love Motion」（作曲・編曲）
「わたしのパレット」（作曲・編曲）
「青空プロローグ」（作曲・編曲）
「Stargazer」（作曲・編曲）
「Slowly Love」（作曲・編曲）
「Hello Brand-new Girl」（作曲・編曲）
「キミへの帰り道」（作曲・編曲）
「シリウス」（作曲・編曲）
「パスポート」（作曲・編曲）
「恋に気づいた」（作曲・編曲）
- Aice5

「指先Language」（作曲・編曲）
- LADYBABY

「ビアちゃんロボット」（作曲・編曲）
- CRAYON POP

「We are Pirates!」（作曲）
- 渡邊ヒロアキ

「この歌にかえて」（サウンドプロデュース・編曲）
「ヒトカケラ」（共同作曲・編曲）
- ランクヘッド

「決戦前夜」（作曲）
- 蒼井翔太

「Endless Song」（共同編曲）
- Luce Twinkle Wink☆

「go to Romance>>>>>」（作曲）
- 泉茉里

「UTANINARE!!」（作曲・編曲）
- 96猫

「TPOK」（作曲・編曲）
- アップアップガールズ（2）

「パジャマDEタンテボー」（作曲）
- CROWN POP

「To Do」（作曲・編曲）
- MooNs

「Non stop fallin' love!」（作詞・作曲・編曲）

### アニメ関連
『はなかっぱ』
「ぼくが咲かせる花」（作曲・編曲）
『家庭教師ヒットマンREBORN!』
「FLAMING RAGE」（作曲・編曲）
「狂気の花」（作曲）　
「Be more」（作曲）
『ぬらりひょんの孫』
「True Blood」（作曲）
「Integrity」（作曲・編曲）
『一期一会〜キミノコトバ〜』
「Happy Day」（作曲）
『戦国乙女〜桃色パラドックス〜』
- 天下取り隊

「陽炎-kagerou-」（作詞・作曲・共同編曲）
「熱き矢の如く」（作曲）
「夢見る自由 ~クラスメイト・バージョン~ 」（作曲・編曲）
『アスタロッテのおもちゃ!』
「ムーンライト」（作曲）
「milky way」（編曲）
「この世はミステリー」（作曲）
『マケン姫っ!』
「恋愛中毒」（作詞・作曲・編曲）
「恋のしらべ」（作詞・作曲・編曲）
『あっちこっち』
「青春ラブ・ラ・ブギウギ!!」（作曲・編曲）
「キラメキサイクル」（作曲）
『ロウきゅーぶ!SS』
「マホトピア」（作曲・編曲）
「Get goal! -No.5 MIX-」（編曲）
「友情ANTI!」（作曲・編曲）
『RO-KYU-BU!』
「RISE」（作曲・編曲）
『銀河機攻隊 マジェスティックプリンス』
「僕たちは生きている」（作詞・作曲・編曲）
「Go☆ahead！」（作詞・作曲・編曲）
「恋のスナイパー」（作詞・編曲）
『弱虫ペダル』
「もう少し、あと少し」（作詞・作曲・編曲）
「静寂の世界」（作詞・作曲・編曲）
「赤道の蛇」（作詞・作曲・編曲）
「浪速のスピードマン」（作詞）
「暴走の肉弾頭」（作詞）
「最速最強の称号」（作詞・作曲・編曲）
『ご注文はうさぎですか?』
「日常デコレーション」（作曲）
「ハミングsoon！」（作曲・編曲）
「きらきらエブリディ」（作曲・編曲）
「ときめきポポロン♪」（作曲）
「Sister or Sister? 」（作曲・編曲）
「みえるよみえる」（作曲・編曲）
「きらめきカフェタイム」（作曲）
「足音タルトタタン♪」（作曲・編曲）
「トラブル!?トラベル!!」(作曲)
「なかよし!○!なかよし!」（作曲・編曲）
『レーカン!』
「ナカヨシ！なんです。…よね？」（作曲・編曲）
「麗しのキミ〜腐った男に騙されるな〜」（作曲・編曲）
「あいうえおや」（作曲・編曲）
『それが声優!』
「ヒーローじゃなくていい」（作曲・編曲）
『スタミュ』
「五重奏 ～クインテット～」（作曲・編曲）
「スタッカートマーチ」（作曲・編曲）
「キックスタート☆」（作曲）
『虹色デイズ』
「Rainbow Days!」（作詞・作曲・編曲）
「Emotion」（作詞・作曲・編曲）
「Catch me if you can!」（作詞・作曲・編曲）
「with you」（作詞）
『GATE 自衛隊 彼の地にて、斯く戦えり』
「今日が晴れならそれでヨイ！？」（作曲・編曲）
『うしおととら』
「終わりない道」（作曲・編曲）
「おかえり」（作曲・編曲）
『WWW.WORKING!!』
「Eyecatch! Too much!」（作曲・編曲）
『セイレン』
「ふたりふわりら」（作曲）
『三ツ星カラーズ』
「上野☆ダイヤモンド」（編曲）
『ベイブレードバースト ゴッド』
「ベイササイズ」（作曲・編曲）
『ベイブレードバースト 超ゼツ』
「超ゼツ無敵ブレーダー!」（作詞・作曲・編曲）
「BEY-POP」（作詞・作曲・編曲）
『ベイブレードバースト ガチ』
「GATTI'N'ROLL!!」（作詞・作曲・編曲）
『ラストピリオド -終わりなき螺旋の物語-』
「希望のピリオド.」（作曲・編曲）
『あんさんぶるスターズ!』
Ra*bits「メイド・イン・トキメキ♪」（作曲・編曲）
『チャギントン』
「ン!チャギントン体操」（編曲）
『プリマドール』
「月来香」（作曲・編曲）

## 映像音楽

### テレビアニメ
2016年
- だがしかし（音楽担当）※共同（信澤宣明）
- ヘボット！（音楽担当）

2017年
- 潔癖男子!青山くん（音楽担当）※共同（堤博明）

2018年
- だがしかし2（音楽担当）※共同（信澤宣明）
- ちおちゃんの通学路（音楽担当）※共同（Audio Highs）

2019年
- 臨死!!江古田ちゃん（第3話：音楽担当）
- ACTORS -Songs Connection-（音楽担当）※共同（木村秀彬・堤博明）

2020年
- アニ×パラ episode9 ボッチャ（音楽担当）

2021年
- SDガンダムワールド 三国創傑伝（音楽担当）
- SDガンダムワールド ヒーローズ（音楽担当）

2022年
- 虫かぶり姫（音楽担当）※共同（福島祐子）

2023年
- 便利屋斎藤さん、異世界に行く（音楽担当）

2024年
- 新米オッサン冒険者、最強パーティに死ぬほど鍛えられて無敵になる。（音楽担当）

### テレビドラマ
- 『ビター・ブラッド』（音楽担当）※共同（吉川慶・市川淳）
- 『美しき罠〜残花繚乱〜』（音楽担当）※共同（信澤宣明）
- 『サムライカアサン』（音楽担当）
- 『スカイキャッスル』（音楽担当）※共同（髙見優・信澤宣明）
- 『3000万』（劇中歌作曲、ギター演奏指導）
- 『PJ 〜航空救難団〜』（音楽担当）※共同（髙見優）

### 映画
- 『ニセコイ』（音楽担当）※共同（髙見優・信澤宣明）

### ゲーム
- 『機動戦士ガンダム U.C. ENGAGE 』（音楽担当）

### テレビ番組
- 『ゴーゴー!ゴーちゃん。（テレビ朝日公式マスコット「ゴーちゃん。」テーマソング・テレビ朝日放送開始・終了曲）』（共同作詞・作曲・編曲）

「地球にやってきた」篇(テレビ朝日放送開始時に使用)　「ぽよPOPダンス」篇(テレビ朝日放送終了時に使用)「ゴー!ロック」篇
「クリスマス」篇　「エレクトロダンス」篇
- 『お願い!ランキングGOLD』(テーマ音楽作曲)
- 『恋のチムニー(NHK「LIFE!〜人生に捧げるコント〜」劇中歌)』（作曲・編曲）
- 『TOKYOキャラバンそらMAP(日本テレビ「ZIP!」コーナー)』（音楽担当）
- 『ポツンと一軒家』（一部音楽担当）

### CM/VP
- 『DHC』薬用アクネ「みんなの出会い」篇　プロティンダイエット「友近史上最高」篇
- 『マルコ』「MARUKOのわたし」篇
- 『ロッテ』爽「ももクロ」篇　「長友　春」篇　「がんばれニッポン　夏」篇
- 『ワコール』シャキッとブラ2012AW
- 『黄桜』日本酒ハイボール「食べて飲んで」篇(編曲)
- 『CAINZ』セラミックフライパン
- 『アリオ八尾』リニューアルオープン(編曲)
- 『伊藤ハム』ポークビッツ2013年版
- 『トレンドマイクロ』VP
- 『ヒラキ』好きな靴を好きなだけ　他

### 舞台
- 『SHOW BY ROCK!! MUSICAL〜唱え家畜共ッ！深紅色の堕天革命黙示録ッ!!〜!』（劇中音楽）

## その他
- V.A「せいゆうようちえん〜おこさまひっつ」(全曲編曲)
- モンストアニメ「パンドラ 希望の少女」（音楽担当）
- CSテレ朝ch1 ドラマ「絶対ＢＬになる世界ＶＳ絶対ＢＬになりたくない男」OP「俺はモブ」(作曲・編曲）